# Ray Lindwall

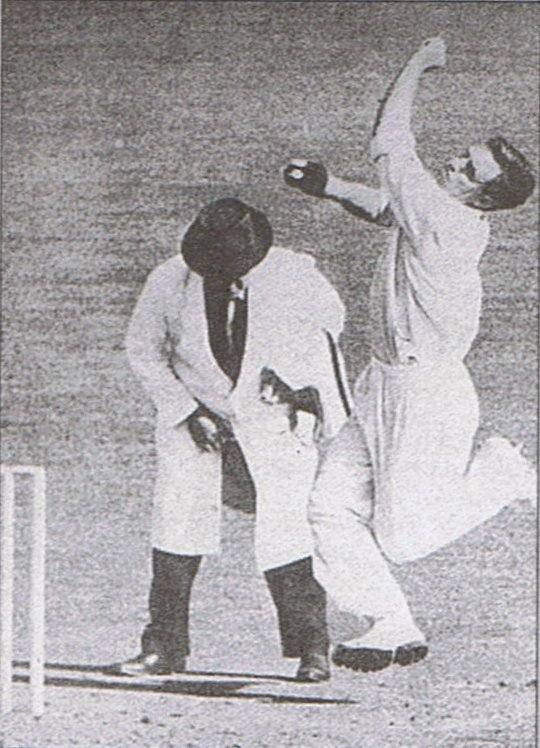
Ray Lindwall

Raymond Russell Lindwall (né le 3 octobre 1921, décédé le 23 juin 1996), communément appelé Ray Lindwall, était un joueur de cricket australien. Il a disputé son premier test pour l'équipe d'Australie en 1946. Il formait un duo de fast bowlers réputés avec Keith Miller. Il fit partie de l'équipe des Invincibles, surnom des Australiens qui furent invaincus en 32 matchs joués sur le sol anglais en 1948. De plus, à partir de 1940, Lindwall a été un joueur de rugby à XIII de haut-niveau pour le club des St George Dragons où il occupait le poste d'arrière et était aussi buteur.

## Équipes
- Nouvelle-Galles du Sud
- Queensland

## Récompenses individuelles
- Un des cinq Wisden Cricketers of the Year de l'année 1949.
- Membre de l'Australian Cricket Hall of Fame depuis 1996.
- Membre de l'ICC Cricket Hall of Fame depuis 2009 (membre inaugural)[1].

## Sélections
- 61 sélections en test cricket de 1946 à 1960.